# Fredeluga emmascarada meridional
La Fredeluga emmascarada meridional (Vanellus novaehollandiae) és una espècie de caràdrid que habita en praderes, herbassars i aiguamolls d'Austràlasia, des del nord-est d'Austràlia cap al sud seguint la meitat oriental del continent fins a Tasmània, trobant-se també a Nova Zelanda i a les Illes Chatham. Aquesta espècie està estretament relacionada amb la fredeluga militar, de la qual s'ha separat recentment.